# فيليب براداريتش
فيليب براداريتش (بالكرواتية: Filip Bradarić) (و. 1992  م) هو لاعب كرة قدم، من كرواتيا، ولد في سبليت، شارك في كأس العالم لكرة القدم 2018، يلعب كلاعب وسط.

## وصلات خارجية
- فيليب براداريتش على موقع الاتحاد الأوربي (الإنجليزية)
- فيليب براداريتش على موقع اتحاد كرواتيا (الكرواتية)
- فيليب براداريتش على موقع قاعدة بيانات كرة القدم.إي يو (الإنجليزية)
- فيليب براداريتش على موقع ناشيونال فوتبول تيمز (الإنجليزية)
- فيليب براداريتش على موقع Soccerway.com (الإنجليزية)
- فيليب براداريتش على موقع عالم كرة القدم.نت (الإنجليزية)
- فيليب براداريتش على موقع كووورة

 (بالإنجليزية)
- Filip Bradarić profile at nk-rijeka.hr
- اللاعب فيليب براداريتش على موقع كووورة.